# Tasso, lamento y triunfo
Tasso, lamento y triunfo S.96 (en italiano, Tasso, Lamento e Trionfo) es un poema sinfónico compuesto por Franz Liszt en 1849 y que posteriormente fue revisado en 1850-1851 y otra vez en 1854. Es el segundo de su ciclo de trece Poemas sinfónicos escritos durante su periodo en Weimar.

## Composición
El primer esbozo realizado por Liszt para esta obra data del 1 de agosto de 1849. Hacía algunos años que había escuchado en Venecia el tema principal de Tasso y, no obstante, lo usó en una versión de 1840 de su pieza para piano «Chant do Goldolier» de Venezia e Napoli. Liszt completó la versión de 1849 de Tasso como una obertura en dos partes, que cedió a August Conradi para que las orquestara. Esta versión fue representada en Weimar en el centenario del nacimiento de Johann Wolfgang von Goethe como una obertura de su drama Torquato Tasso, basado en Torquato Tasso. Posteriormente Liszt corrigió la partitura de Conradi e hizo que Joachim Raff realizara una nueva partitura en 1850–1851. Entonces Liszt revisó ésta extensamente, añadiendo la parte central. Dicha versión fue representada por primera vez el 19 de abril de 1854 en Weimar, dirigida por el propio Liszt.

## Programa

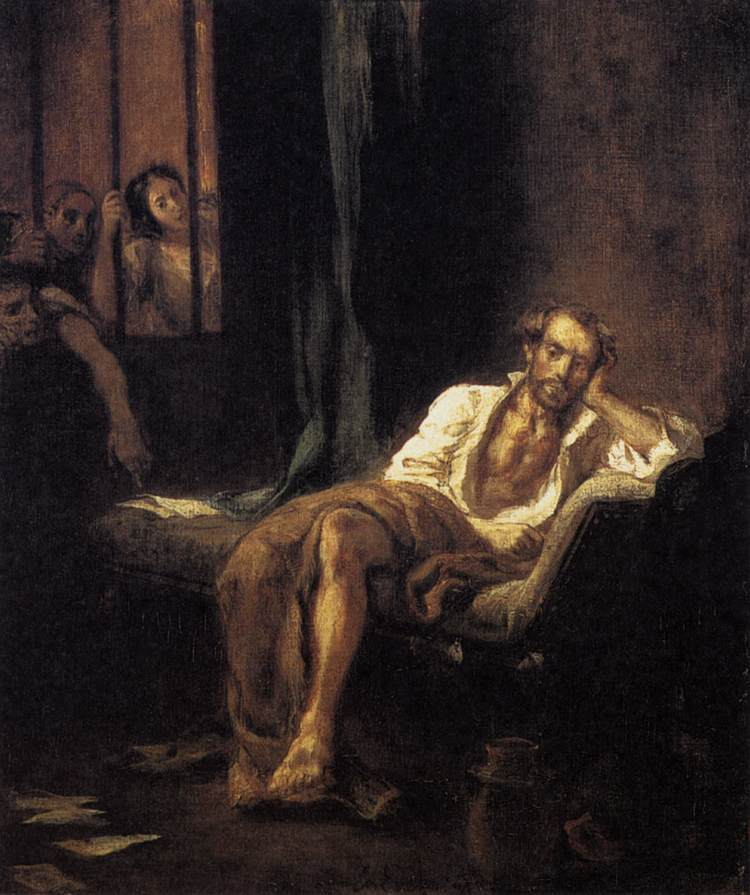
«Tasso en el hospital de Santa Ana de Ferrara», de Eugène Delacroix.

El retrato que hizo Goethe de Torquato Tasso se centró principalmente en su posición como poeta de la corte de la familia De Este en Ferrara dentro de las intrigas políticas de la vida en la corte. Sin embargo, Liszt fue más allá de los conflictos internos del poeta y describió los siete años que permaneció en el hospital de Santa Ana, un hospital psiquiátrico. Ese era en realidad el sufrimiento del que salió triunfante Tasso, lo que inspiró la imaginación de Liszt. En su prefacio de la obra, el compositor se refiere no sólo a la obra de Goethe, sino que también hace referencia al poema Tasso de Lord Byron, incluso admitiendo haber sido influido por este último. Añadió:

Tasso amaba y sufría en Ferrara, había sido vengado en Roma e incluso hoy permanece en las canciones populares de Venecia. Estos tres momentos son inseparables para su fama inmortal. Para reproducirlo en la música, primero evocamos su gran sombra como vagaba por las lagunas de Venecia incluso actualmente; luego se nos apareció su semblante, débil y melancólico, tal y como miraba en las fiestas en Ferrara donde creó sus obras maestras; y finalmente se marchó a Roma, la ciudad eterna, que le coronó de fama y le pagaron tributo como mártir y poeta.

## Instrumentación
Esta obra está instrumentada para flautín, 2 flautas, 2 oboes, 2 clarinetes en si ♭, clarinete bajo en si♭, 2 fagotes, 4 trompas en si♭ y do, 4 trompetas en do, 2 trombones tenores, trombón bajo, tuba, triángulo, caja, platillos, bombo, arpa y sección de cuerdas.

## Estructura
La versión de 1849 se desarrolló siguiendo la composición de una obertura convencional, dividida en una parte lenta («Lamento») y otra rápida («Triunfo»). Incluso con estas divisiones, la obra completa fue en realidad un conjunto de variaciones de un himno tradicional de melodía única cantado a Liszt por un gondolero en Venecia a finales de la década de 1830. Entre las revisiones más significativas que realizó el compositor se encuentra la adición de la parte intermedia en forma de minueto. Más calmada que las otras partes, se pretendía que dicha parte representara los años de estabilidad de Tasso durante su empleo con la familia De Este en Ferrara. En una anotación al margen, Liszt informa al director que la orquesta «asume un papel doble» en esa parte, con la sección de cuerdas interpretando una pieza autocontenida mientras que la sección de viento-madera interpreta otra. Esto era muy parecido a la forma empleada por el compositor italiano Pietro Raimondi, cuyo dominio del contrapunto era tal que había compuesto tres oratorios (titulados Joseph, Potiphar y Jacob) que podían ser representados individualmente o de forma combinada. Liszt realizó un estudio de la obra de Raimondi pero el compositor italiano falleció antes de que Liszt pudiera conocerlo personalmente.

## Tonalidad
Los románticos consideraban la enajenación, particularmente la propia y la social, como una característica destacada del genio artístico. Ambas formas de enajenación están presentes en el poema de Byron y según algunos críticos influyó en el plan tonal y formal de Liszt para esta obra. El tema secundario es en mi mayor, una tonalidad mayor relativamente distante que la tercera aumentada en la tonalidad menor de la pieza. Liszt quería usar la misma relación de tercera aumentada, posiblemente con una intención similar, tanto en Prometeo como en la Sinfonía Fausto. Las expectativas tonales siguen estando por debajo del minueto central, escrito en fa ♯ y tonalmente distante de la tónica dominante, provocando sensación de disociación.